# Adam Bugajski (dyplomata)
Adam Zbigniew Bugajski (ur. 11 czerwca 1974 w Gdańsku) – polski urzędnik i dyplomata. Stały Przedstawiciel RP przy Biurze NZ i organizacjach międzynarodowych w Wiedniu (2015–2019).

## Życiorys
Ukończył studia historyczne na Uniwersytecie Gdańskim oraz Krajową Szkołę Administracji Publicznej.
Bezpośrednio po studiach trafił do Ministerstwa Spraw Zagranicznych, gdzie został zatrudniony w Departamencie Polityki Bezpieczeństwa. Pod koniec 2003 wyjechał do stałego przedstawicielstwa RP przy NATO w Brukseli, gdzie w latach 2008–2010 pełnił funkcję zastępcy placówki. Po powrocie do kraju w 2010 objął stanowisko zastępcy dyrektora Departamentu Strategii i Planowania, a rok później, podczas polskiej prezydencji w Radzie UE, awansował na stanowisko dyrektora Departamentu Polityki Bezpieczeństwa.
30 listopada 2014 został mianowany Ambasadorem Nadzwyczajnym i Pełnomocnym – Stałym Przedstawicielem RP przy Biurze Narodów Zjednoczonych i organizacjach międzynarodowych w Wiedniu. Stanowisko objął 19 stycznia 2015. Odpowiadał za polską obecność m.in.: w Organizacji Bezpieczeństwa i Współpracy w Europie, Międzynarodowej Agencji Energii Atomowej, Organizacji Narodów Zjednoczonych ds. Rozwoju Przemysłowego, Organizacji ds. Traktatu o Całkowitym Zakazie Prób Jądrowych czy Biurze ONZ ds. Rozbrojenia. Kadencję zakończył w 30 września 2019. Bezpośrednio po powrocie został dyrektorem Departamentu Polityki Bezpieczeństwa MSZ.
W 2012 został odznaczony Srebrnym Krzyżem Zasługi przez Prezydenta RP.
Jest żonaty, ma troje dzieci. Zna język angielski i francuski oraz podstawy niemieckiego.